# 大分南警察署
大分南警察署（おおいたみなみけいさつしょ）は、大分県警察が管轄する警察署の一つである。

## 概要
大分市南部（稙田、敷戸、大南、野津原地区）と由布市を管轄する。管内人口は約14万人。
管轄地域内には住宅団地が多く、1970年代から1980年代にかけて人口が急増。本署はそれを受けて、1983年に大分警察署（現在の大分中央警察署）を分轄して新設された。
大分県内にある15の警察署の中で、人員規模では大分中央警察署、別府警察署に次いで3番目に大きい。
2017年度に、挾間交番を新設し、挾間・石城川の2駐在所を廃止する再編を行った。
その後、大分市賀来地区の管轄を稙田交番から挾間交番へ変更した。

## 沿革
- 1983年（昭和58年） - 大分警察署を分轄して大分南警察署を新設[1]。

## 交番・駐在所

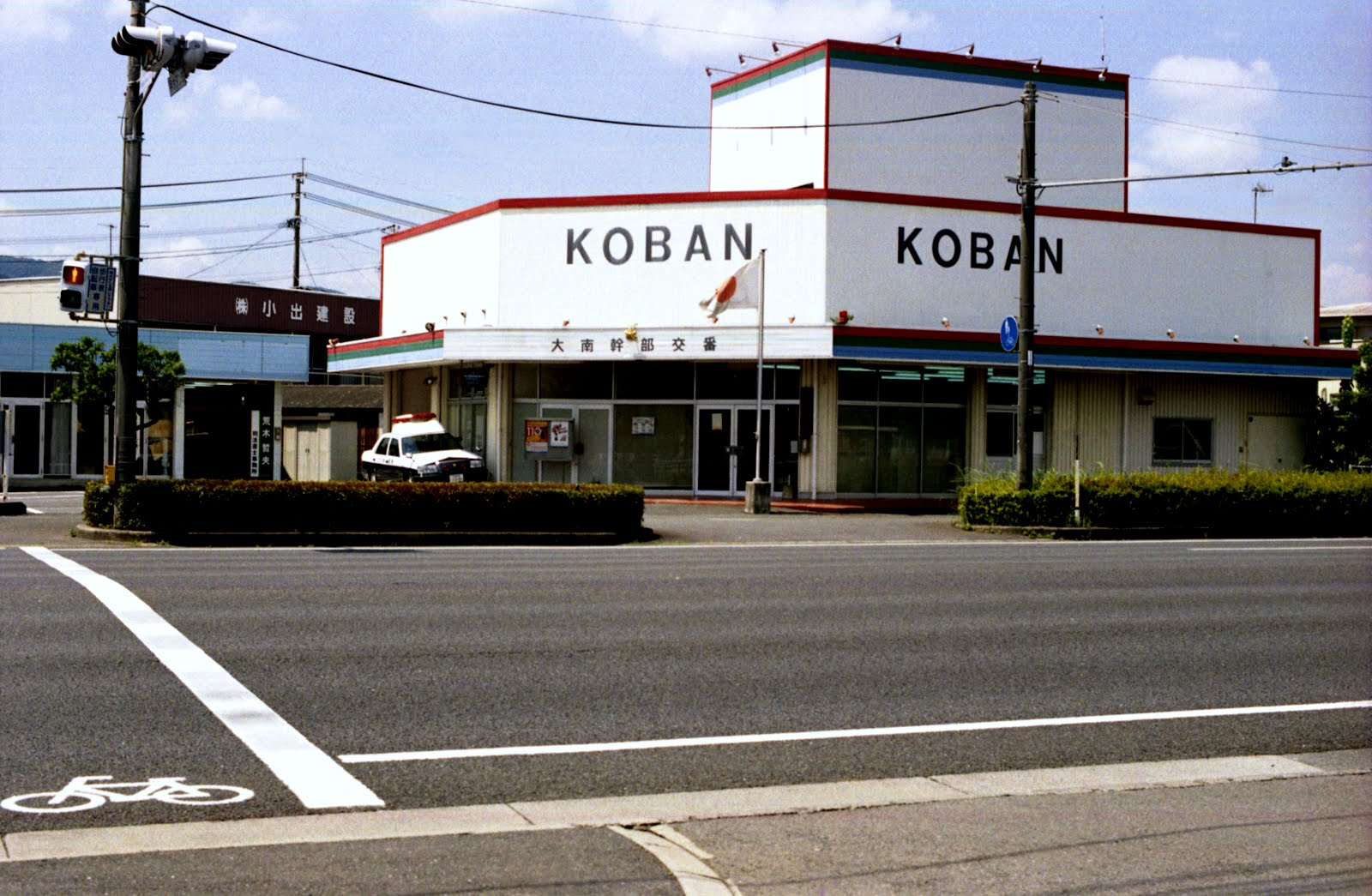
大南幹部交番

- 大南幹部交番 - 大分市大字中戸次5879-1
  - 管轄区域 - 大分市のうちひばりケ丘1-5丁目、けやき台1-4丁目、高江中央1-3丁目、高江西1-2丁目、高江南1-3丁目、高江北1-2丁目、大字上判田、大字下判田（大分東警察署の管轄区域を除く。）、大字中判田、大字中戸次、大字下戸次及び大字上戸次の一部[4]
- 湯布院幹部交番 - 由布市湯布院町川上3499-1
  - 管轄区域 - 由布市のうち湯布院町
- 敷戸交番 - 大分市大字鴛野864-7
  - 管轄区域 - 大分市のうち敷戸北町、敷戸西町、敷戸南町、敷戸東町、敷戸新町、芳河原台、星和台1丁目、星和台2丁目、敷戸台1丁目、敷戸台2丁目、寒田わかば台、大字鴛野、大字旦野原、大字光吉、大字宮崎(大分中央警察署の管轄区域を除く。)、大字寒田、大字曲(大分中央警察署の管轄区域を除く。)、ふじが丘北１丁目、ふじが丘北２丁目、ふじが丘東１丁目、ふじが丘東２丁目、ふじが丘東3丁目、ふじが丘西1丁目、ふじが丘西2丁目、ふじが丘西3丁目、ふじが丘南1丁目、ふじが丘南2丁目、ふじが丘南3丁目、ふじが丘山手1丁目、ふじが丘山手2丁目、ふじが丘山手3丁目
- 稙田交番 - 大分市大字木上字鉾手2097
  - 管轄区域 - 大分市のうち田尻南１丁目、田尻南２丁目、田尻東、田尻西、田尻中央、田尻北、緑が丘1丁目、緑が丘2丁目、緑が丘3丁目、緑が丘4丁目、緑が丘5丁目、富士見が丘東1丁目、富士見が丘東2丁目、富士見が丘東 3丁目、富士見が丘東4丁目、富士見が丘東5丁目、富士見が丘西1丁目、富士見が丘西2丁目、富士見が丘西3丁目、富士見が丘西4丁目、小野鶴南1丁目、小野鶴南2丁目、松が丘１丁目、松が丘２丁目、松が丘３丁目、松が丘４丁目、椿が丘１丁目、椿が丘２丁目、雄城台中央１丁目、雄城台中央２丁目、上宗方南１丁目、上宗方南２丁目、上宗方南３丁目、雄城台、大字田尻、大字岡川、大字高瀬、大字鬼崎、大字横瀬、大字木上、大字田原、大字廻栖野の一部、大字口戸、大字小野鶴、大字上宗方、大字下宗方、大字玉沢、大字市、木上台1丁目、木上台2丁目、萌葱台1丁目、萌葱台2丁目
- 挾間交番 - 由布市挾間町北方63
  - 管轄区域 - 大分市のうち賀来北１丁目（大分中央警察署の管轄区域を除く。）、賀来北２丁目、賀来北３丁目、賀来南１丁目、賀来南２丁目、賀来南３丁目、賀来西１丁目、賀来西２丁目、東野台１丁目、東野台２丁目、東野台３丁目、国分新町、大字平横瀬、大字野田、大字国分、国分台、大字宮苑、大字東院、大字中尾、大字賀来（大分中央警察署の管轄区域を除く。）、由布市のうち挾間町
- 竹中警察官駐在所 - 大分市大字端登1778-2
  - 管轄区域 - 大分市のうち大字竹中、大字河原内、大字端登、大字安藤及び大字上戸次の一部
- 吉野警察官駐在所 - 大分市大字辻792-4
  - 管轄区域 - 大分市のうち大字奥、大字萩尾、大字吉野原、大字杉原、大字福良、大字月形、大字志津留、大字辻及び大字宮尾
- 野津原警察官駐在所 - 大分市大字野津原1524
  - 管轄区域 - 大分市のうち大字廻栖野の一部、大字竹矢、大字野津原、大字入蔵、大字福宗、大字辻原及び大字沢田
- 今市警察官駐在所 - 大分市大字今市1099-1
  - 管轄区域 - 大分市のうち大字高原、大字今市、大字荷尾杵、大字太田、大字下原及び大字上詰
- 庄内警察官駐在所 - 由布市庄内町東長宝432-3
  - 管轄区域 - 由布市のうち庄内町櫟本、庄内町東長宝、庄内町小挾間、庄内町大龍、庄内町五ヶ瀬、庄内町龍原、庄内町柿原、庄内町西長宝、庄内町東大津留、庄内町南大津留、庄内町北大津留、庄内町畑田及び庄内町西大津留
- 庄内西警察官駐在所 - 由布市庄内町庄内原841-5
  - 管轄区域 - 由布市のうち庄内町長野、庄内町高岡、庄内町庄内原、庄内町平石、庄内町西、庄内町渕、庄内町野畑、庄内町直野内山、庄内町阿蘇野及び庄内町中

廃止された駐在所
- 挾間警察官駐在所 - 由布市挾間町向原332-1 →挾間交番へ統合
  - 管轄区域 - 由布市のうち挾間町向原、挾間町挾間、挾間町下市、挾間町北方の一部、挾間町鬼瀬、挾間町赤野の一部、挾間町時松、挾間町篠原、挾間町筒口、挾間町谷、挾間町小野及び挾間町鬼崎
- 石城川警察官駐在所 - 由布市挾間町来鉢20-1 →挾間交番へ統合
  - 管轄区域 - 由布市のうち挾間町赤野の一部、挾間町三船、挾間町内成、挾間町田代、挾間町来鉢、挾間町七蔵司、挾間町高崎、挾間町古野、挾間町朴木、挾間町北方の一部、挾間町東院及び挾間町医大ヶ丘1-3丁目

## アクセス
- バス - 大分バス 大分南署前停留所下車
- 鉄道 - JR九州久大本線 豊後国分駅から約1.5km